# 坂口力
坂口力（1934年4月1日—）為日本公明黨政治人物、醫生、醫學博士，現任公明黨特別顧問。出生於三重縣的無醫村，大學就讀三重縣立大學醫學部，博士畢業後曾擔任三重縣紅十字血液中心主任。離任後本來要去愛知縣的大學任教，但受公明黨邀請從政，歷任眾議院議員（11期）、勞動大臣、厚生大臣以及首任厚生勞動大臣等職務，也是到菅義偉內閣為止唯一擁有醫師資格的厚生勞動大臣。2012年因公明黨規定不會推選超過66歲的長者參選眾議院議員而在眾議院解散後退出政壇。